# Отео, Давид
Давид Алехандро Отео Рохас (исп. David Alejandro Oteo Rojas; 23 июля 1973, Мехико, Мексика) — мексиканский футболист, защитник известный по выступлениям за клубы «УНАМ Пумас», «УАНЛ Тигрес» и сборную Мексики. Участник Олимпийских игр 1996 года.

## Клубная карьера
Отео начал профессиональную карьеру в клубе «УНАМ Пумас». 15 августа 1992 года в матче против «Толуки» он дебютировал в мексиканской Примере. В 1999 году перешёл в «УАНЛ Тигрес», где спустя два года воссоединился со своим партнёром по обороне «пум» - Клаудио Суаресом. В составе «тигров» провёл пять лет сыграв более 150 матчей. В 2004 году недолго выступал за «Толуку», а затем присоединился к «Атланте». В 2008 году Отео перешёл в «Веракрус». 4 августа в матче против дублёров «Атланте» дебютировал в Лиге Ассенсо. 28 сентября в поединке против дубля «Хагуарес Чьяпас» забил свой первый гол за «акул».
В начале 2010 года Отео перешёл в «Гуэррерос». 25 февраля в матче против Лобос БУАП дебютировал за новую команду. В 2011 году присоединился к «Рио-Гранде Валли Грандес» из Премьер-лиги развития, где завершил карьеру по окончании сезона.

## Карьера в сборной
В 1996 году в матче 1996 U.S. Cup против сборной Боливии Отео дебютировал за сборную Мексики. В том же году в составе олимпийской сборной Мексики принял участие в Олимпийских играх в Атланте. На турнире он был запасным и на поле не вышел. В 2001 году Отео принял участие в Кубке Конфедераций. На турнире принял участие в матче против Австралии.
27 июня 2004 года в отборочном матче чемпионата мира 2006 против сборной Доминики забил свой единственный гол за национальную команду. В том же году принял участие в Кубке Америки в Перу. На турнире Отео сыграл в матче против Уругвая.

## Достижения
Командные
 «Гвадалахара»
- Чемпионат Мексики по футболу — Апертура 2006